# 硫化アルミニウム
硫化アルミニウムは、アルミニウムの硫化物で、化学式Al2S3で表される物質である。数種類の結晶構造をとることで知られる。水分に敏感で、大気中で加水分解によりガス状の硫化水素と酸化アルミニウムや水酸化アルミニウムを生じる。

## 生成
アルミニウムと硫黄との加熱により生成する。
2Al+3S→Al2S3
この反応では約1100℃の高温となり、鋼を溶かすほどである。冷却された硫化アルミニウムは非常に硬い。
空気中では、容易に加水分解をうけて、水酸化アルミニウムを沈殿させる。